# Joseph Carr (Sportfunktionär)

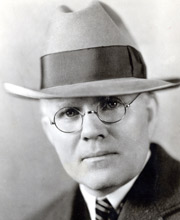
Joe Carr, 1920

Joseph „Joe“ Francis Carr (geboren am 23. Oktober 1879 in Columbus, Ohio; gestorben am 20. Mai 1939 ebenda) war ein amerikanischer Sportfunktionär. Von 1921 bis 1939 war er Präsident der National Football League und von 1925 bis 1928 Gründungspräsident der American Basketball League. Von 1933 bis 1939 leitete er die Werbeabteilung für den Minor League Baseball. 1963 wurde er als einer von 17 Personen in die neu geschaffene Pro Football Hall of Fame aufgenommen.

## Leben
Joseph Carr wurde als Sohn der irischen Einwanderer Michael und Margeret Karr geboren. Er hatte noch sechs weitere Geschwister. Die Familie lebte im irischen Viertel im East End von Columbus (Ohio). Er besuchte die St. Patrick School und später die St. Dominic School. Mit 16 Jahren begann Carr als Mechaniker für die Panhandle Division der Pennsylvania Railroad zu arbeiten.
Von 1900 bis 1906 arbeitete er daneben als Sportreporter für das Ohio State Journal. 1900 organisierte er ein Baseball-Team in Columbus. Die überwiegend bei der Bahngesellschaft Pennsylvania Railroad beschäftigten Arbeiter traten als „Panhandle White Sox“ an. Sie spielten in der Capital City League und in der Saturday Afternoon League.
1907 organisierte er für den Panhandle Athletic Club die Football-Mannschaft der Columbus Panhandles. Dieses Team war um 1900 entstanden, war aber seit 1904 inaktiv. Die meisten Spieler rekrutierte er in den Bahnwerkstätten der Pennsylvania Railroad. Um die Aufwendungen niedrig zu halten, war das Team als Reise- oder Auswärtsteam aktiv. Die Spieler nutzten dabei, die ihnen als Bahnangehörige zustehenden Freifahrkarten.
Am 27. Juni 1911 heiratete er Josephine Marie Sullivan. Das Paar hatte zwei Kinder (geboren 1913 und 1915).
Daneben war Carr weiterhin im Baseball aktiv und agierte ab 1906 als Schatzmeister und Schriftführer der Ohio State League.
Ab 1917 war er in den Aktivitäten zur Gründung einer professionellen Football-Liga involviert. Bei der Gründung der American Professional Football Association (APFA), der späteren National Football League, am 20. August 1920 in Canton (Ohio) nahm er jedoch nicht teil. Die von ihm geleiteten Columbus Panhandles spielten jedoch in der ersten Saison 1920.

### Präsident der NFL
Zunächst wurde der prominenten Sportler Jim Thorpe zum Präsidenten der APFA ernannt. Es stellte sich jedoch heraus, dass die Besetzung dieser Position mit dem aktiven Spieler Thorpe ungeeignet war. Deshalb wurde auf der Sitzung der Teambesitzer am 30. April 1921 Joe Carr zum Präsidenten gewählt. Joseph Carr begann unmittelbar nach der Ernennung der Liga eine feste Struktur zu geben. Er entwarf eine Geschäfts- und Ligaordnung, gab den Teams bestimmte Territorialrechte, entwickelte Mindestkriterien für den Erwerb eines Franchise. Außerdem veröffentlichte er aktualisierte Tabellenstände um so die Ermittlung des Meisters zu erleichtern. 1925 führte er einheitliche Spielerverträge, auf der Grundlage der im Profi-Baseball verwendeten Verträge, ein. Damit wurde verhindert das Spieler ständig die Mannschaften wechseln konnten. Spieler die für eine neue Spielzeit das Team wechseln wollten, mussten vorher von der alten Mannschaft zum „Free Agent“ erklärt werden.
Eine seiner ersten Aufgaben war die Durchsetzungen von Regelungen zum Einsatz von College-Football-Spielern. Um zu verhindern, dass die Profi-Liga in Konkurrenz um Spieler des College Football trat, wurde in der Sitzung am 30. April 1921 beschlossen, dass College-Spieler erst eingesetzt werden durften, wenn sie ihr Studium abgeschlossen hatten. Die Green Bay Packers war die erste Mannschaft, die er nach dem diese 1921 College-Spieler eingesetzt hatte, für 1922 vom Spielbetrieb ausschloss. Dadurch, dass Curly Lambeau das Franchise übernahm, konnte die Mannschaft wieder am Spielbetrieb teilnehmen. Nachdem 1925 die Milwaukee Badgers in einem Spiel gegen die Chicago Cardinals vier College-Spieler einsetzten, wurden sie von Carr gezwungen, das Franchise zu verkaufen. Später verschärfte Carr die Regelung und Spieler konnten erst nach Ende des Studienjahres unter Vertrag genommen werden.
Eine weitere Herausforderung für Carr war die Stabilisierung der Mitglieder in der Liga. 1921 spielten 21 Teams. Bis 1932 spielten 19 Teams nur eine Saison und 11 Teams zwei Saisons. Carr sah es deshalb als eine wichtige Aufgabe, in allen großen Städten der Vereinigten Staaten finanzstarke Eigner zu finden, um erfolgreiche Franchises zu etablieren. In seiner Amtszeit unterstützte er die Vergabe der Franchises an George Halas (Chicago Bears), Tim Mara (New York Giants), George Preston Marshall (Boston Redskins), Bert Bell (Philadelphia Eagles) und Art Rooney (Pittsburgh Steelers). Er erreichte 1930 den Umzug der Dayton Triangles nach Brooklyn. Die nun Brooklyn Dodgers genannte Mannschaft spielte noch bis 1944.
Mit dem Umzug der Portsmouth Spartans nach Detroit 1934 und der Gründung der Cleveland Rams 1937 entstanden zwei weitere, heute noch bestehende Teams. 1937 spielten nur noch zehn Mannschaften in der NFL. Neun dieser Mannschaften spielten jedoch in Großstädten die auch über eine Mannschaft im Major League Baseball verfügten. Damit wurde die Basis geschaffen, um das Überleben der NFL während der Weltwirtschaftskrise zu sichern.
Während seiner Amtszeit kam es zur Kontroverse um die Meisterschaft 1925. Die Pottsville Maroons und die Chicago Cardinals beanspruchten beide den Sieg. Die Cardinals hatten das bessere Sieg-Niederlage-Verhältnis. Da die Pottsville Maroons am Ende der Spielsaison gegen den vereinbarten Gebietsschutz im Territorium der Frankford Yellow Jackets ein Spiel austrugen, wurden sie von der NFL suspendiert und die Cardinals zum Sieger erklärt.
Im Februar 1939 wurde er auf dem jährlichen Treffen der Teameigner für weitere zehn Jahre zum Präsidenten gewählt.

### Funktionär im Basketball und Baseball
Neben seiner Tätigkeit im Football war Joseph Carr auch in weiteren Sportarten als leitender Funktionär aktiv. Er war Mitbegründer der American Basketball League. Auf der Gründungsversammlung im April 1925 in Cleveland wurde er zum Präsidenten gewählt. In den folgenden drei Jahren gelang es ihm die Gründung von Mannschaften in acht großen Städten zu unterstützen.
Ab 1926 war er Präsident der Baseball-Mannschaft der Columbus Senators. Der Minor League Club spielte in der American Association. Er blieb Präsident bis 1931, als die Mannschaft an die St. Louis Cardinals verkauft wurde. Ab Januar 1933 wurde von den National Association of Professional Baseball Leagues zum verantwortlichen Direktor für den Bereich Werbung bestimmt. Daneben wurde er beauftragt, Minor League Baseball zu sanieren. Von den 12 Ligen waren die meisten in finanziellen Schwierigkeiten. Bis 1939 gelang es ihm die Anzahl der Ligen auf 40 zu erhöhen und in 279 Städten in 40 Staaten eine Mannschaft zu etablieren.

### Tod und Nachwirken
Bereits im September 1937 erlitt Joe Carr einen Herzinfarkt. Am 20. Mai 1939 erlitt er einen weiteren Infarkt, an dem er einige Stunden später in einem Krankenhaus in Columbus verstarb. Er wurde auf dem katholischen St. Joseph Cemetery in Lockburne (Ohio) beerdigt. An der Beerdigung nahmen alle namhaften Francise-Eigner der NFL teil. Zu seinem Nachfolger wurde der langjährige Vizepräsident und Schatzmeister Carl Storck bestimmt.
Auf Vorschlag von George Halas wurde die Ehrung der NFL für den wertvollsten Spieler (Most Valuable Player) von 1939 bis 1946 als Joe F. Carr Memorial Trophy bezeichnet.
1963 wurde Joseph Carr als einer von 17 Mitglieder in der ersten Runde der neu gegründeten Pro Football Hall of Fame aufgenommen.